# 1969 en astronautique
Chronologie de l'astronautique
- 1965
- 1966
- 1967
- 1968
- 1969
- 1970
- 1971
- 1972
- 1973

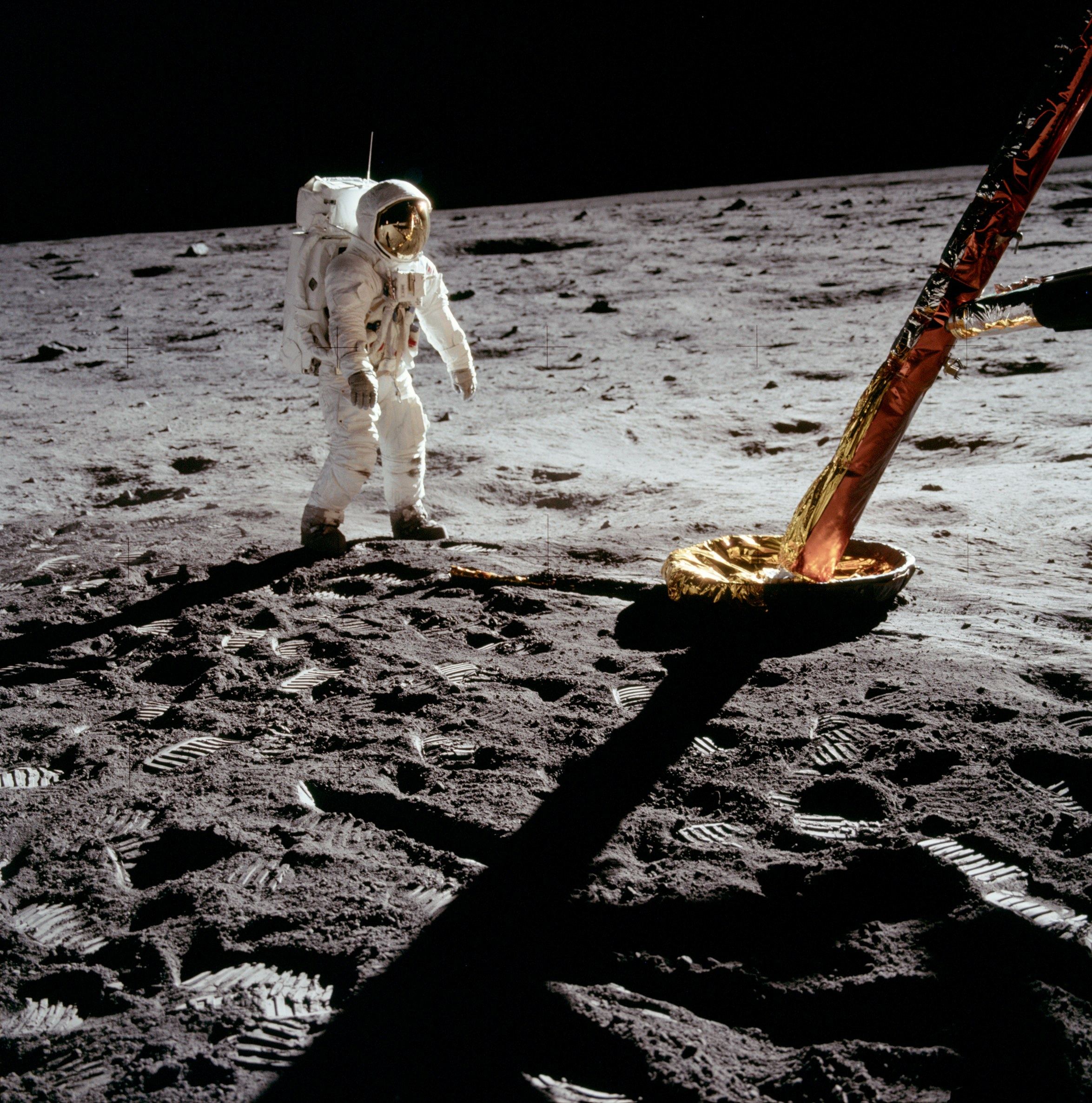
Premiers pas de l'homme sur la Lune avec la mission Apollo 11.

Cette page présente une chronologie des événements qui se sont produits pendant l'année 1969 dans le domaine de l'astronautique.

## Synthèse de l'année 1969

### Vols habités
- 3 mars 1969 : Lancement d'Apollo 9. Ce vol en orbite terrestre permet de tester le module lunaire, notamment pour la séparation et le rendez-vous, ainsi que les combinaisons autonomes des astronautes. La mission dure 10 jours.
- 18 mai 1969 : Lancement d'Apollo 10. Après s'être placé en orbite lunaire, le module lunaire descend jusqu'à 15,6 km de la lune avant de remonter rejoindre la capsule Apollo. C'est une répétition avant l'alunissage de la mission suivante. La mission dure 8 jours.
- 16 juillet 1969 : Lancement d'Apollo 11. Première mission du programme Apollo durant laquelle le module lunaire dépose 2 hommes sur la lune Neil Armstrong et Buzz Aldrin. Ils y restent 21 heures 38 durant lesquelles ils passent 2 heures 31 hors du vaisseau. Puis ils repartent pour rejoindre la capsule Apollo où était resté Michael Collins. La mission dure 8 jours.
- 14 novembre 1969 : Lancement d'Apollo 12. Deuxième mission sur la lune. Charles Conrad et Alan Bean y restent 31 heures 31 durant lesquelles ils passent 7 heures 45 hors du vaisseau. La mission dure 10 jours.

## Activité spatiale détaillée

### Chronologie

#### Janvier
| Date            | Lanceur       | Base de lancement | Type                  | Charge utile   | Notes                                   |
| 5 janvier 1969  | Molnia M      | Baïkonour         | Orbite héliocentrique | Venera 5       | Atterrisseur vénusien                   |
| 10 janvier 1969 | Molnia M      | Baïkonour         | Orbite héliocentrique | Venera 6       | Atterrisseur vénusien                   |
| 12 janvier 1969 | Voskhod 11A57 | Baïkonour         | Orbite basse          | Zenit-2 No. 70 | Satellite de reconnaissance             |
| 14 janvier 1969 | Soyouz 11A511 | Baïkonour         | Orbite basse          | Soyouz 4       | Mission habitée                         |
| 15 janvier 1969 | Soyouz 11A511 | Baïkonour         | Orbite basse          | Soyouz 5       | Mission habitée                         |
| 20 janvier 1969 | Proton-K/D    | Baïkonour         | Orbite lunaire        | Zond 1969A     | Survol de la Lune Échec                 |
| 22 janvier 1969 | Delta C1      | Cape Canaveral    | Orbite basse          | OSO 5          | Observatoire solaire                    |
| 22 janvier 1969 | Titan IIIB    | Vandenberg        | Orbite basse          | KH-8           | Satellite de reconnaissance optique     |
| 23 janvier 1969 | Voskhod 11A57 | Baïkonour         | Orbite basse          | Zenit-4M       | Satellite de reconnaissance             |
| 25 janvier 1969 | Tsiklon-2 A   | Baïkonour         | Orbite basse          | US-A           | Satellite de reconnaissance radar Échec |
| 30 janvier 1969 | Delta E1      | Vandenberg        | Orbite basse          | Isis 1         | Étude de l'ionosphère                   |

#### Février
| Date             | Lanceur               | Base de lancement | Type                   | Charge utile     | Notes                                                         |
| 1er février 1969 | Vostok 8A92M          | Baïkonour         | Orbite héliosynchrone  | Meteor No. 11    | Satellite météorologique Échec                                |
| 5 février 1969   | Thorad SLV-2G Agena D | Vandenberg        | Orbite basse           | Corona KH-4B-6   | Satellite de renseignement optique                            |
| 6 février 1969   | Delta M               | Cape Canaveral    | Orbite géostationnaire | Intelsat III F-3 | Satellite de télécommunications                               |
| 7 février 1969   | Cosmos-2              | Baïkonour         | Orbite basse           | DS-P1-Yu No. 21  | Calibration radar                                             |
| 9 février 1969   | Titan IIIC            | Cape Canaveral    | Orbite géostationnaire | TACSAT           | Satellite de télécommunications militaire expérimental        |
| 19 février 1969  | Proton-K/D            | Baïkonour         | Orbite lunaire         | Luna x           | Rover lunaire Lunokhod Échec                                  |
| 21 février 1969  | N-1 11A52             | Baïkonour         | Orbite lunaire         | Zond L1S-1       | Survol de la Lune ; 1er tir du lanceur géant soviétique Échec |
| 25 février 1969  | Atlas SLV-3C Centaur  | Cape Canaveral    | Orbite héliocentrique  | Mariner 6        | Survol de mars                                                |
| 25 février 1969  | Voskhod 11A57         | Baïkonour         | Orbite basse           | Zenit-2 No. 71   | Satellite de reconnaissance                                   |
| 26 février 1969  | Delta E1              | Cape Canaveral    | Orbite héliosynchrone  | ESSA-TIROS 9     | Satellite météorologique                                      |
| 26 février 1969  | Voskhod 11A57         | Baïkonour         | Orbite basse           | Zenit-4 No. 54   | Satellite de reconnaissance                                   |

#### Mars
| Date         | Lanceur               | Base de lancement      | Type                  | Charge utile                   | Notes                               |
| 3 mars 1969  | Saturn V              | Centre spatial Kennedy | Orbite basse          | Apollo 9                       | Vol spatial habité                  |
| 4 mars 1969  | Titan IIIB            | Vandenberg             | Orbite basse          | KH-8                           | Satellite de reconnaissance optique |
| 5 mars 1969  | Cosmos-2              | Kapoustine Iar         | Orbite basse          | DS-P1-Yu No. 18                | Calibration radar                   |
| 5 mars 1969  | Cosmos-3M             | Baïkonour              | Orbite basse          | Tselina-OM                     | Satellite d'écoute électronique     |
| 6 mars 1969  | Voskhod 11A57         | Baïkonour              | Orbite basse          | Zenit-4 No. 53                 | Satellite de reconnaissance         |
| 15 mars 1969 | Voskhod 11A57         | Baïkonour              | Orbite basse          | Zenit-4 No. 52                 | Satellite de reconnaissance         |
| 17 mars 1969 | Cosmos-3M             | Baïkonour              | Orbite basse          | Sfera                          | Géodésie                            |
| 18 mars 1969 | Atlas F               | Vandenberg             | Orbite polaire        | Orbiting Vehicle 1-17 18 et 19 | Satellites de recherche             |
| 19 mars 1969 | Thorad SLV-2G Agena D | Vandenberg             | Orbite basse          | Corona KH-4A-43                | Satellite de renseignement optique  |
| 19 mars 1969 | Thorad SLV-2G Agena D | Vandenberg             | Orbite basse          | P-11 2e génération             | Satellite d'écoute électronique     |
| 22 mars 1969 | Voskhod 11A57         | Baïkonour              | Orbite basse          | Zenit-2 No. 77                 | Satellite de reconnaissance         |
| 24 mars 1969 | Voskhod 11A57         | Baïkonour              | Orbite basse          | Zenit-4 No. 58                 | Satellite de reconnaissance         |
| 26 mars 1969 | Vostok 8A92M          | Baïkonour              | Orbite héliosynchrone | Meteor 11F614M No. 12          | Satellite météorologique            |
| 27 mars 1969 | Proton-K/D            | Baïkonour              | Orbite héliocentrique | Mars 2M No.521                 | Atterrisseur martien Échec          |
| 27 mars 1969 | Atlas SLV-3C Centaur  | Cape Canaveral         | Orbite héliocentrique | Mariner 7                      | Survol de mars                      |
| 28 mars 1969 | Cosmos-2              | Baïkonour              | Orbite basse          | DS-P1-I No. 5                  | Calibration radar                   |

#### Avril
| Date          | Lanceur               | Base de lancement | Type                  | Charge utile    | Notes                               |
| 2 avril 1969  | Proton-K/D            | Baïkonour         | Orbite héliocentrique | Mars 2M No.522  | Atterrisseur martien Échec          |
| 4 avril 1969  | Voskhod 11A57         | Baïkonour         | Orbite basse          | Zenit-4 No. 55  | Satellite de reconnaissance         |
| 4 avril 1969  | Cosmos-2              | Baïkonour         | Orbite basse          | DS-P1-Yu No. 20 | Calibration radar                   |
| 9 avril 1969  | Voskhod 11A57         | Baïkonour         | Orbite basse          | Zenit-2 No. 78  | Satellite de reconnaissance         |
| 11 avril 1969 | Molnia M              | Baïkonour         | Orbite de Molnia      | Molniya-1       | Satellite de télécommunications     |
| 13 avril 1969 | Atlas SLV-3A Agena D  | Cape Canaveral    | Orbite moyenne        | Canyon 2        | Écoute électronique                 |
| 14 avril 1969 | Thorad SLV-2G Agena D | Vandenberg        | Orbite héliosynchrone | Nimbus 3        | Satellite météorologique            |
| 15 avril 1969 | Voskhod 11A57         | Baïkonour         | Orbite basse          | Zenit-4 No. 61  | Satellite de reconnaissance         |
| 15 avril 1969 | Titan IIIB            | Vandenberg        | Orbite basse          | KH-8            | Satellite de reconnaissance optique |
| 23 avril 1969 | Voskhod 11A57         | Baïkonour         | Orbite basse          | Zenit-4M        | Satellite de reconnaissance         |

#### Mai
| Date        | Lanceur               | Base de lancement      | Type                   | Charge utile       | Notes                                                 |
| 2 mai 1969  | Thorad SLV-2G Agena D | Vandenberg             | Orbite basse           | Corona KH-4A-44    | Satellite de renseignement optique                    |
| 2 mai 1969  | Thorad SLV-2G Agena D | Vandenberg             | Orbite basse           | P-11 2e génération | Satellite d'écoute électronique                       |
| 13 mai 1969 | Voskhod 11A57         | Baïkonour              | Orbite basse           | Zenit-2 No. 72     | Satellite de reconnaissance                           |
| 18 mai 1969 | Saturn V              | Centre spatial Kennedy | Orbite lunaire         | Apollo 10          | Vol spatial habité avec descente à 15,6 km de la lune |
| 20 mai 1969 | Voskhod 11A57         | Baïkonour              | Orbite basse           | Zenit-4 No. 57     | Satellite de reconnaissance                           |
| 22 mai 1969 | Delta M               | Cape Canaveral         | Orbite géostationnaire | Intelsat III F-4   | Satellite de télécommunications                       |
| 23 mai 1969 | Titan IIIC            | Cape Canaveral         | Orbite haute           | Vela x 2           | Satellites d'alerte avancée                           |
| 27 mai 1969 | Cosmos-2              | Baïkonour              | Orbite basse           | DS-P1-Yu No. 19    | Calibration radar                                     |
| 29 mai 1969 | Voskhod 11A57         | Baïkonour              | Orbite basse           | Zenit-4 No. 62     | Satellite de reconnaissance                           |

#### Juin
| Date         | Lanceur               | Base de lancement | Type                 | Charge utile    | Notes                                         |
| 3 juin 1969  | Cosmos-2              | Baïkonour         | Orbite basse         | DS-P1-Yu No. 24 | Calibration radar                             |
| 3 juin 1969  | Titan IIIB            | Vandenberg        | Orbite basse         | KH-8            | Satellite de reconnaissance optique           |
| 5 juin 1969  | Thorad SLV-2H Agena D | Vandenberg        | Orbite polaire basse | OGO 6           | Étude de la magnétosphère terrestre           |
| 14 juin 1969 | Proton-K/D            | Baïkonour         | Orbite lunaire       | Luna 15a        | Mission de retour d'échantillon lunaire Échec |
| 15 juin 1969 | Voskhod 11A57         | Baïkonour         | Orbite basse         | Zenit-4 No. 60  | Satellite de reconnaissance                   |
| 21 juin 1969 | Delta E1              | Vandenberg        | Orbite haute         | IMP G           | Étude de la magnétosphère Échec               |
| 24 juin 1969 | Voskhod 11A57         | Baïkonour         | Orbite basse         | Zenit-2 No. 76  | Satellite de reconnaissance                   |
| 27 juin 1969 | Voskhod 11A57         | Baïkonour         | Orbite basse         | Zenit-4 No. 59  | Satellite de reconnaissance                   |
| 29 juin 1969 | Delta N               | Cape Canaveral    | Orbite basse         | Biosatellite-3  | Expériences biologiques avec retour sur Terre |

#### Juillet
| Date            | Lanceur               | Base de lancement          | Type                   | Charge utile     | Notes                                                                                 |
| 2 juillet 1969  | Europa I              | Centre d'essais de Woomera | Orbite basse           |                  | Deuxième tentative de lancement de la fusée Europa 1 Échec                            |
| 3 juillet 1969  | N-1 11A52             | Baïkonour                  | Orbite lunaire         | Zond L1S-2       | Survol de la Lune ; 2e tir du lanceur géant soviétique Échec                          |
| 10 juillet 1969 | Voskhod 11A57         | Baïkonour                  | Orbite basse           | Zenit-4 No. 56   | Satellite de reconnaissance                                                           |
| 13 juillet 1969 | Proton-K/D            | Baïkonour                  | Orbite lunaire         | Luna 15          | Mission de retour d'échantillon lunaire ; la sonde s'écrasse sur le sol lunaire Échec |
| 16 juillet 1969 | Saturn V              | Centre spatial Kennedy     | Orbite lunaire         | Apollo 11        | Mission habitée sur la Lune ; premiers hommes sur un autre corps céleste              |
| 22 juillet 1969 | Voskhod 11A57         | Baïkonour                  | Orbite basse           | Zenit-2 No. 75   | Satellite de reconnaissance                                                           |
| 22 juillet 1969 | Molnia M              | Baïkonour                  | Orbite de Molnia       | Molniya-1        | Satellite de télécommunications                                                       |
| 23 juillet 1969 | Thor Burner 2         | Vandenberg                 | Orbite héliosynchrone  | DMSP 7421        | Satellite météorologique militaire                                                    |
| 23 juillet 1969 | Cosmos-2              | Baïkonour                  | Orbite basse           | DS-P1-Yu No. 23  | Calibration radar Échec                                                               |
| 24 juillet 1969 | Thorad SLV-2H Agena D | Vandenberg                 | Orbite basse           | Corona KH-4B-7   | Satellite de renseignement optique                                                    |
| 26 juillet 1969 | Delta M               | Cape Canaveral             | Orbite géostationnaire | Intelsat III F-5 | Satellite de télécommunications Échec                                                 |
| 31 juillet 1969 | Thorad SLV-2G Agena D | Vandenberg                 | Orbite basse           | Heavy Ferret D   | Satellite d'écoute électronique                                                       |

#### Août
| Date         | Lanceur              | Base de lancement | Type                   | Charge utile    | Notes                                                       |
| 6 août 1969  | Tsiklon-2            | Baïkonour         | Orbite basse           | Cosmos 291      | Étude de l'espace interplanétaire et de la haute atmosphère |
| 7 août 1969  | Proton-K/D           | Baïkonour         | Orbite lunaire         | Zond 7          | Survol de la Lune                                           |
| 9 août 1969  | Delta N              | Cape Canaveral    | Orbite basse           | OSO 6           | Observatoire solaire                                        |
| 12 août 1969 | Atlas SLV-3C Centaur | Cape Canaveral    | Orbite géostationnaire | ATS 5           | Satellite technologique                                     |
| 13 août 1969 | Cosmos-3M            | Baïkonour         | Orbite basse           | Tsiklon         | Satellite de navigation                                     |
| 16 août 1969 | Voskhod 11A57        | Baïkonour         | Orbite basse           | Zenit-2M        | Satellite de reconnaissance                                 |
| 19 août 1969 | Voskhod 11A57        | Baïkonour         | Orbite basse           | Zenit-4 No. 63  | Satellite de reconnaissance                                 |
| 22 août 1969 | Cosmos-2             | Baïkonour         | Orbite basse           | DS-P1-Yu No. 29 | Calibration radar                                           |
| 23 août 1969 | Titan 23B            | Vandenberg        | Orbite basse           | KH-8            | Satellite de reconnaissance optique                         |
| 27 août 1969 | Delta L              | Cape Canaveral    | Orbite héliocentrique  | Pioneer E       | Étude du vent solaire et de l'espace interplanétaire Échec  |
| 29 août 1969 | Voskhod 11A57        | Baïkonour         | Orbite basse           | Zenit-4 No. 68  | Satellite de reconnaissance                                 |

#### Septembre
| Date              | Lanceur               | Base de lancement | Type           | Charge utile       | Notes                                                                |
| 2 septembre 1969  | Voskhod 11A57         | Baïkonour         | Orbite basse   | Zenit-4 No. 64     | Satellite de reconnaissance                                          |
| 15 septembre 1969 | Tsiklon               | Baïkonour         | Orbite basse   | OGCh               | Test bombe atomique orbitale                                         |
| 18 septembre 1969 | Voskhod 11A57         | Baïkonour         | Orbite basse   | Zenit-4 No. 65     | Satellite de reconnaissance                                          |
| 22 septembre 1969 | Lambda 4S             | Uchinoura         | Orbite basse   | Ōsumi              | Quatrième tentative de lancement du premier satellite japonais Échec |
| 22 septembre 1969 | Thorad SLV-2G Agena D | Vandenberg        | Orbite basse   | Corona KH-4A-46    | Satellite de renseignement optique                                   |
| 22 septembre 1969 | Thorad SLV-2G Agena D | Vandenberg        | Orbite basse   | P-11 2e génération | Satellite d'écoute électronique                                      |
| 23 septembre 1969 | Proton-K/D            | Baïkonour         | Orbite lunaire | Cosmos 300         | Mission de retour d'échantillon lunaire Échec                        |
| 24 septembre 1969 | Voskhod 11A57         | Baïkonour         | Orbite basse   | Zenit-2 No. 79     | Satellite de reconnaissance                                          |
| 30 septembre 1969 | Thorad SLV-2G Agena D | Vandenberg        | Orbite basse   | P-11 2e génération | Satellite d'écoute électronique                                      |
| 0                 |                       | 0                 | Orbite basse   | Poppy x 4          | Satellites d'écoute électronique                                     |

#### Octobre
| Date             | Lanceur       | Base de lancement | Type                  | Charge utile          | Notes                                                                                              |
| 1er octobre 1969 | Scout B       | Vandenberg        | Orbite polaire        | ESRO 1B               | Étude des aurores polaires                                                                         |
| 6 octobre 1969   | Vostok 8A92M  | Baïkonour         | Orbite héliosynchrone | Meteor 11F614M No. 15 | Satellite météorologique                                                                           |
| 11 octobre 1969  | Soyouz 11A511 | Baïkonour         | Orbite basse          | Soyouz 6              | Mission habitée                                                                                    |
| 12 octobre 1969  | Soyouz 11A511 | Baïkonour         | Orbite basse          | Soyouz 7              | Mission habitée                                                                                    |
| 13 octobre 1969  | Soyouz 11A511 | Baïkonour         | Orbite basse          | Soyouz 8              | Mission habitée                                                                                    |
| 14 octobre 1969  | Cosmos-2      | Kapoustine Iar    | Orbite basse          | Intercosmos 1         | Étude du rayonnement ultraviolet et X du Soleil et de ses interactions avec l'atmosphère terrestre |
| 17 octobre 1969  | Voskhod 11A57 | Baïkonour         | Orbite basse          | Zenit-4 No. 67        | Satellite de reconnaissance                                                                        |
| 18 octobre 1969  | Cosmos-2      | Baïkonour         | Orbite basse          | DS-P1-Yu No. 28       | Calibration radar                                                                                  |
| 21 octobre 1969  | Cosmos-3M     | Baïkonour         | Orbite basse          | Tsiklon               | Satellite de navigation                                                                            |
| 22 octobre 1969  | Proton-K/D    | Baïkonour         | Orbite lunaire        | Cosmos 305            | Mission de retour d'échantillon lunaire Échec                                                      |
| 24 octobre 1969  | Voskhod 11A57 | Baïkonour         | Orbite basse          | Zenit-2M              | Satellite de reconnaissance                                                                        |
| 24 octobre 1969  | Cosmos-2      | Kapoustine Iar    | Orbite basse          | DS-P1-Yu No. 22       | Calibration radar                                                                                  |
| 24 octobre 1969  | Titan 23B     | Vandenberg        | Orbite basse          | KH-8                  | Satellite de reconnaissance optique                                                                |

#### Novembre
| Date             | Lanceur       | Base de lancement      | Type                   | Charge utile    | Notes                                     |
| 4 novembre 1969  | Cosmos-2      | Baïkonour              | Orbite basse           | DS-P1-I No. 7   | Calibration radar                         |
| 8 novembre 1969  | Scout B       | Vandenberg             | Orbite polaire         | Azur            | Étude de la magnétosphère terrestre       |
| 12 novembre 1969 | Voskhod 11A57 | Baïkonour              | Orbite basse           | Zenit-2 No. 80  | Satellite de reconnaissance               |
| 14 novembre 1969 | Saturn V      | Centre spatial Kennedy | Orbite lunaire         | Apollo 12       | Mission habitée sur la Lune               |
| 15 novembre 1969 | Voskhod 11A57 | Baïkonour              | Orbite basse           | Zenit-4 No. 69  | Satellite de reconnaissance               |
| 22 novembre 1969 | Delta M       | Cape Canaveral         | Orbite géostationnaire | Skynet IA       | Satellite de télécommunications militaire |
| 24 novembre 1969 | Cosmos-2      | Baïkonour              | Orbite basse           | DS-P1-Yu No. 27 | Calibration radar                         |
| 24 novembre 1969 | Cosmos-3M     | Baïkonour              | Orbite basse           | Sfera           | Géodésie                                  |
| 28 novembre 1969 | Proton-K/D    | Baïkonour              | Orbite lunaire         | Zond 1969A      | Survol de la Lune Échec                   |

#### Décembre
| Date             | Lanceur               | Base de lancement | Type         | Charge utile           | Notes                              |
| 3 décembre 1969  | Voskhod 11A57         | Baïkonour         | Orbite basse | Zenit-2M               | Satellite de reconnaissance        |
| 4 décembre 1969  | Thorad SLV-2H Agena D | Vandenberg        | Orbite basse | Corona KH-4B-9         | Satellite de renseignement optique |
| 11 décembre 1969 | Cosmos-2              | Baïkonour         | Orbite basse | DS-P1-Yu No. 30        | Calibration radar                  |
| 20 décembre 1969 | Cosmos-3M             | Baïkonour         | Orbite basse | Tselina-OM             | Satellite d'écoute électronique    |
| 23 décembre 1969 | Tsiklon-2             | Baïkonour         | Orbite basse | I2P                    | Satellite anti satellite           |
| 23 décembre 1969 | Voskhod 11A57         | Baïkonour         | Orbite basse | Zenit-4MK              | Satellite de reconnaissance        |
| 25 décembre 1969 | Cosmos-2              | Kapoustine Iar    | Orbite basse | DS-U1-IK No. 1         | Étude de l'atmosphère              |
| 27 décembre 1969 | Cosmos-3M             | Baïkonour         | Orbite basse | Ionosfernaïa Stantsiïa | Étude de l'ionosphère Échec        |

## Vol orbitaux

### Par pays
| Pays             | Lancements | dont échecs partiels/totaux | Remarques |
| ---------------- | ---------- | --------------------------- | --------- |
| Europe           | 1          | 1                           |           |
| Japon            | 1          | 1                           |           |
| Union soviétique | 82         | 15                          |           |
| États-Unis       | 41         | 3                           |           |
| Total            | 125        | 20                          |           |

### Par lanceur
| Famille de lanceurs  | Pays             | Lancements | dont échecs partiels ou totaux | Remarques                                               |
| -------------------- | ---------------- | ---------- | ------------------------------ | ------------------------------------------------------- |
| Atlas Agena          | États-Unis       | 1          |                                |                                                         |
| Atlas Centaur        | États-Unis       | 3          |                                |                                                         |
| Atlas D/E/F          | États-Unis       | 1          |                                |                                                         |
| Cosmos -/M/2         | Union soviétique | 15         | 1                              |                                                         |
| Cosmos 1/3/3M        | Union soviétique | 7          | 1                              |                                                         |
| Europa               | Europe           | 1          | 1                              |                                                         |
| Lambda               | Japon            | 1          | 1                              |                                                         |
| Molnia               | Union soviétique | 4          |                                |                                                         |
| N-1/N-2              | Union soviétique | 2          | 2                              |                                                         |
| Proton               | Union soviétique | 10         | 9                              |                                                         |
| Saturn V             | États-Unis       | 4          |                                | 3 vols habités autour de la lune dont 2 avec alunissage |
| Scout                | États-Unis       | 2          |                                |                                                         |
| Soyouz               | Union soviétique | 5          |                                |                                                         |
| Thor                 | États-Unis       | 22         | 3                              |                                                         |
| Titan C,D,E          | États-Unis       | 2          |                                |                                                         |
| Titan II, IIIA, IIIB | États-Unis       | 6          |                                |                                                         |
| Tsiklon              | Union soviétique | 1          |                                |                                                         |
| Tsiklon-2            | Union soviétique | 3          | 1                              |                                                         |
| Voskhod              | Union soviétique | 32         |                                |                                                         |
| Vostok               | Union soviétique | 3          | 1                              |                                                         |
| Total                |                  | 125        | 20                             |                                                         |

### Par type d'orbite
| Orbite                 | Lancements | Succès | Échecs | Orbite atteinte involontairement | Remarques                                                                             |
| ---------------------- | ---------- | ------ | ------ | -------------------------------- | ------------------------------------------------------------------------------------- |
| Basse                  |            |        |        |                                  |                                                                                       |
| Moyenne                |            |        |        |                                  |                                                                                       |
| Haute                  |            |        |        |                                  | dont Molnia, orbite de transfert vers la Lune, orbite elliptique à forte excentricité |
| Géosynchrone/transfert |            |        |        |                                  |                                                                                       |
| Héliocentrique         |            |        |        |                                  | dont orbite de transfert interplanétaire                                              |

### Par site de lancement
| Pays             | Base de lancement          | Nombre de lancements | Remarques |
| ---------------- | -------------------------- | -------------------- | --------- |
| Japon            | Uchinoura                  | 1                    |           |
| Union soviétique | Baïkonour                  | 78                   |           |
| Union soviétique | Kapoustine Iar             | 4                    |           |
| États-Unis       | Cape Canaveral             | 15                   |           |
| États-Unis       | Vandenberg                 | 22                   |           |
| États-Unis       | Centre spatial Kennedy     | 4                    |           |
| Australie        | Centre d'essais de Woomera | 1                    |           |
|                  | Total                      | 125                  |           |

## Survols et contacts planétaires
| Date | Sonde spatiale | Événement | Remarque |
| ---- | -------------- | --------- | -------- |
|      |                |           |          |

### Sources
- (en) Jonathan McDowell, « Jonathan's Space Report », Jonathan's Space Page
- (en) Gunter Krebs, « Chronology of Space Launches », Gunter's Space Page